# Mécanisme au foyer

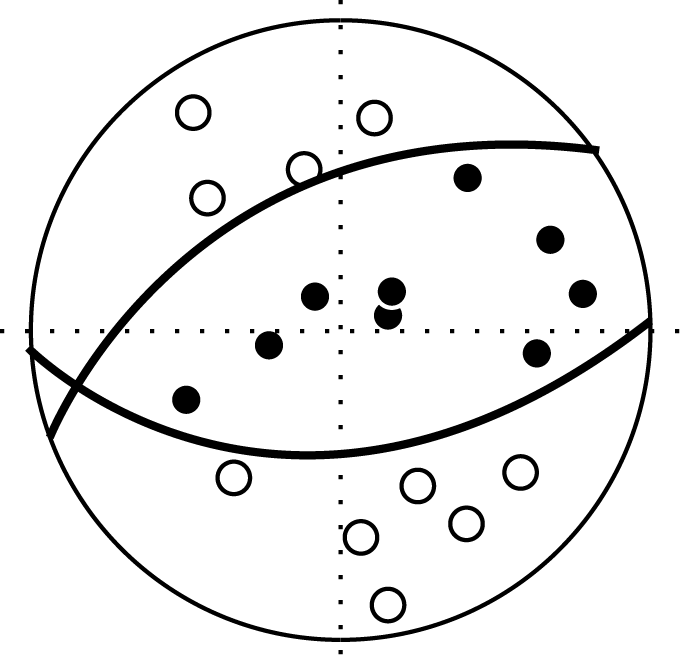
Mécanisme au foyer fictif montrant les deux plans nodaux (courbes en noir). dans une représentation stéréographique hemisphérique (moitié inférieure de la sphère, on regarde du dessus).

Un mécanisme au foyer, parfois nommé fault-plane solution (solution de plan de faille en anglais) ou beachball diagram (diagramme en forme de ballon de plage en anglais) dans les travaux scientifiques, est la synthèse géométrique, via une projection stéréographique, des données associées à un phénomène producteur d'ondes sismiques, par exemple un séisme ou une explosion. Il décrit la déformation dans la région de production de ces ondes, c'est-à-dire à l'endroit du foyer ou hypocentre. C'est donc une représentation de la source sismique du phénomène en question.

## Cas d'un séisme d'origine tectonique
Le mécanisme au foyer caractérise le glissement sur le plan de faille (ou plan de rupture) et le plan auxiliaire qui lui est associé, et il traduit la direction des premières arrivées des ondes P.
 Le plan de rupture contient le point de départ des ondes sismiques, ou source sismique, qui est le  foyer ou hypocentre dudit séisme (l'épicentre étant la projection de l'hypocentre à la surface de la terre). 

Le mécanisme au foyer est donc une représentation de la source sismique: soit une représentation de la faille et de son mouvement au point d'initiation de la rupture (appelé nucléation), soit, pour les plus grands séismes, une représentation moyenne du mouvement sur la faille, lorsque ce mouvement a une certaine durée. On parle alors de mécanisme au centroïde. 
Il permet de montrer quel type de faille est en jeu, les orientations de la faille, et la direction du mouvement. Deux plans sont indiqués sur le mécanisme au foyer, les deux plans nodaux. L'un est le plan de faille et l'autre le plan auxiliaire, qui est perpendiculaire au mouvement sur le plan de faille. Les mécanismes au foyer modélisent la réaction du sol de manière identique à un double couple de forces, d'où la présence d'un second plan nodal auxiliaire. Le mécanisme au foyer ne donne pas d'information sur la  magnitude, ni sur l'identité du plan réel de faille par rapport au plan auxiliaire, en tout cas en l'absence de renseignements supplémentaires sur le contexte géologique. Cependant, certaines méthodes d'inversion, utilisant des données de stations sismiques relativement proches de la source, peuvent parfois proposer un choix du plan nodal correspondant à la faille activée lors du séisme, ceci avec un indice de confiance plus ou moins élevé.
Au niveau de l'interprétation sismo-tectonique, c'est-à-dire de la situation de la faille dans le régime général des contraintes tectoniques de la région où elle se situe, le mécanisme au foyer a l'avantage d'indiquer le jeu actuel des contraintes dans le lieu affecté par le séisme. Il est donc, pour cette raison aussi, une donnée importante.
Le calcul d'un mécanisme au foyer se fait à partir des enregistrements ou sismogrammes, issus de différentes stations sismiques. Ce calcul peut se faire à partir de méthodes automatiques et de modélisation des formes d'ondes,. Le mécanisme au foyer est dérivé du  tenseur des moments du séisme, qui permet aussi de calculer l'amplitude du mouvement, l'énergie délivrée par le séisme, et donc la  magnitude de moment.
 Il peut également être calculé à partir des polarités des ondes de première arrivée, qui sont liées au sens des premiers mouvements du sol. Pour cette dernière approche, selon que la polarité de cette onde est positive ou négative (donc décrit un mouvement respectivement en compression ou en extension) elle figurera dans un cadran noir ou blanc selon la convention choisie, le plus souvent noir pour la compression et blanc pour l'extension. La provenance de cette onde est déterminée grâce à l'ensemble des trois composantes (nord-sud, est-ouest et verticale) de l'enregistrement sismique.

## Représentation stéréographique

Mécanismes au foyer pour une faille décrochante, une faille inverse et une faille normale (projection sur la demi-sphère inférieure, l'observateur regarde d'en haut, depuis le zénith). Le plan de faille, choisi ici arbitrairement, est indiqué par une ligne rouge, et transcrit en bloc-diagramme au-dessous. L'autre plan présent est le plan auxiliaire, c'est-à-dire le plan perpendiculaire à la direction du mouvement de la faille (le vecteur glissement qui décrit ce mouvement est le pôle du plan auxiliaire).

La représentation stéréographique des enregistrements des différentes stations (voir figure) met en évidence deux plans nodaux qui séparent l'espace radial au voisinage du foyer en quatre volumes, deux en compression, deux en extension. La position relative de ces portions d'espace permet de déterminer la nature des failles représentées sur le mécanisme au foyer :
- si les deux plans nodaux sont verticaux (lignes droites perpendiculaires sur la représentation stéréographique), les failles sont décrochantes, donc associées à un mouvement purement cisaillant.
- si les deux plans nodaux sont inclinés, et que le cadran en compression (en général représenté en noir) est au centre, c'est-à-dire péri-vertical, la faille est une faille inverse associée à un jeu en compression.
- si les deux plans nodaux sont inclinés, et que le cadran en extension (en général représenté en blanc) est au centre, c'est-à-dire péri-vertical, la faille est une faille normale associée à un jeu en extension.

On trouve toutes les modulations intermédiaires entre ces cas extrêmes, selon l'azimut et le pendage des plans de faille et le rake du glissement dû au séisme. 
Sans l'aide d'autres considérations tectoniques, géologiques ou géophysiques, ou sans utilisation de méthode particulière (utilisant par exemple des stations proches de la source) il est impossible de savoir quel est le plan de faille et quel est le plan auxiliaire.

## Paramètres définissant un mécanisme au foyer
Le mécanisme au foyer d'un séisme d'origine tectonique peut être défini par trois paramètres qui sont l'azimut de la faille initiatrice du glissement, le pendage de cette faille, et l'angle de glissement de la faille pendant le séisme ou rake. L'azimut et le pendage définissent le plan de la faille, l'angle de glissement définit la direction et le sens du vecteur glissement sur ce plan de faille.

Par exemple un mécanisme indiqué (Strike, Dip, Rake) = (268°, 79°, -169°)/(359°, 85°, -169°) indiquera que les deux plans nodaux sont, pour le premier, un plan avec un azimut de 268°, une faille au pendage de 79° et un mouvement décrochant senestre de rake -5°, et pour le second, un plan avec un azimut de 359°, une faille au pendage de 85° et un mouvement décrochant dextre de rake -169°.

Une fois le plan de faille réel déterminé, soit par une méthode particulière, soit par des considérations géologiques autres, cette faille et son mouvement sont alors bien décrits par l'ensemble des paramètres indiqués plus haut.
Leur mesure suit généralement les conventions suivantes :
- L'azimut varie de 0 à 360 degrés en allant vers l'Est, 0 étant le Nord. Pour éviter toute confusion entre deux failles de même direction mais de pendage opposé, on considère que l'azimut est la direction du pendage de la faille à laquelle on a enlevé 90 degrés. Autre définition : lorsqu'on regarde dans la direction de l'azimut, le pendage plonge vers la droite.
- Le pendage de la faille varie de 0 à 90 degrés, 0 étant l'horizontale, 90 la verticale.
- L'angle de glissement varie de -180 degrés à +180 degrés de manière à refléter graphiquement les composantes normale, inverse, senestre ou dextre du mouvement de la faille. Un angle de glissement négatif indique une composante normale, un angle positif une composante inverse.

## Conventions
Il existe une source de confusion associée aux conventions de nommage en vigueur dans les communautés scientifiques centrées d'une part sur la tectonique, d'autre part sur la sismique. Tandis que le tectonicien est généralement intéressé par la composante cisaillante du mécanisme au foyer, le sismologue sera attentif aux variations de volume au voisinage du foyer.
Par définition, la variation relative de volume est définie égale à la trace du tenseur des déformations et vaut trois fois la déformation moyenne 1D. Dans la représentation stéréographique des mécanismes au foyer, la variation en volume est associée au vocabulaire « compression » (cadran en compaction, noirs) / « dilatation » (cadrans en dilatation, blancs). En termes de déformation et de cisaillement, on considère plutôt des axes dits d'allongement et de raccourcissement (axes principaux de la partie déviatorique du tenseur des déformations), associés respectivement aux termes de « tension » et de « pression » (la direction de contrainte maximale (resp. minimale), où s'exerce la pression la plus forte (resp. faible), produit un raccourcissement (resp. allongement) dans la direction d'application de la contrainte qui est par définition perpendiculaire à la surface sur laquelle s'applique la pression considérée).
La direction de « pression » ie. de raccourcissement est bissectrice des cadrans en dilatation, tandis que la direction de « tension » ie. d'allongement est bissectrice des cadrans en compression. Cette contradiction apparente ne tient qu'au vocabulaire employé. Les mécanismes au foyer usuellement reportés dans les rapports sismiques sont annotés par les lettres P et T pour indiquer les directions et sens présumés des axes principaux, ce qui permet d'orienter le foyer. Par exemple, le mécanisme au foyer (Global CMT Project Moment Tensor Solution ) pour le séisme de L'Aquila (Italie) du 6 avril 2009 (magnitude 6.3, jeu sur une faille normale) :

```
           ###########            April 6, 2009, CENTRAL ITALY, MW=6.3 (Meredith Nettles, Goran Ekstrom)
       --------###########        CENTROID-MOMENT-TENSOR SOLUTION
     -------------##########      GCMT EVENT:      C200904060132A
   ------------------#########    DATA:            II IU CU G  GE
  #-------------------#########   [...]
 ##---------------------########  PRINCIPAL AXES:
 ###----------   --------#######  1.(T) VAL=  3.423;PLG= 3;AZM=231
#####--------- P --------######## 2.(N)       0.001;    15;    140
#####---------   ---------####### 3.(P)      -3.424;    75;    334
#######-------------------####### 
########-------------------###### 
 #########-----------------#####  
 ###########---------------#####  
  #   #########-----------#####   
    T #############-------###-    
      ###################---      
       #################--        
           ###########            
```